# Musée national du Mali

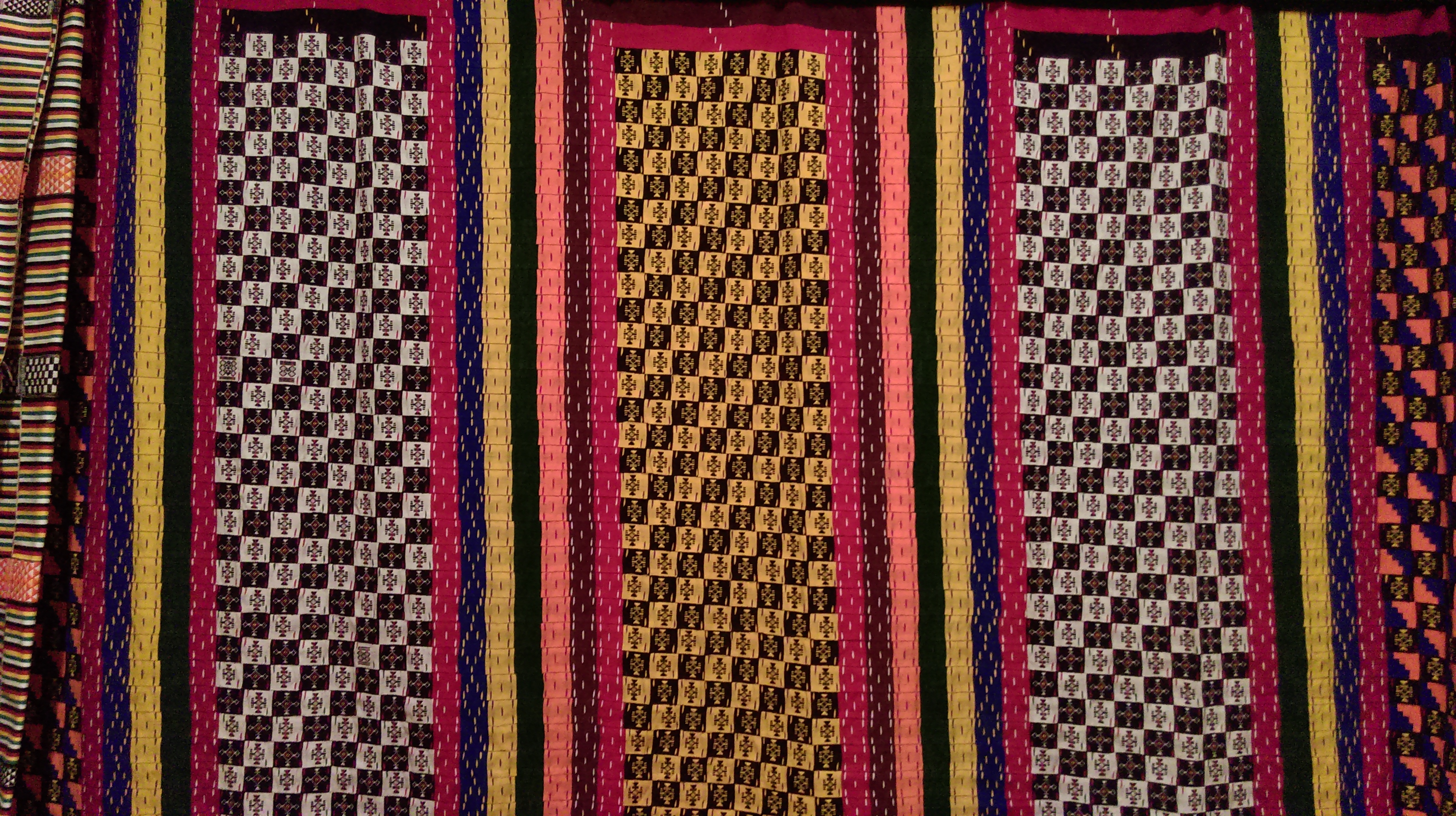

Musée national du Mali ist das archäologische und ethnografische Nationalmuseum der Republik Mali. Es befindet sich in der Hauptstadt Bamako. Es präsentiert permanente und temporäre Ausstellungen mit dem Schwerpunkt der Urgeschichte von Mali sowie Musikinstrumente, rituelle Objekte, Gegenstände und Bekleidung der unterschiedlichen ethnischen Gruppen des Landes.

## Geschichte
Die Geschichte des Museums begann unter französischer Kolonialverwaltung als Sudanesisches Museum und war Teil des „Institut Français d’Afrique Noire“ (IFAN) unter der Leitung von Théodore Monod. Die Eröffnung fand am 14. Februar 1953 statt. Unter der Leitung des ukrainischen Archäologen Yuriy Shumovskyi, der neun Jahre in Mali als Archäologe tätig war, entstand eine Sammlung, die mehr als die Hälfte der heutigen rund 3000 Artefakte ausmacht.
Mit der Unabhängigkeit der Republik Mali im Jahre 1960 wurde das Sudanesische Museum zum Nationalmuseum von Mali mit den neuen Zielen der Förderung der nationalen Einheit und der Ehrung der malischen traditionellen Kultur. Durch den Mangel an finanziellen Mitteln und qualifiziertem Personal wurden die Sammlungen des Museums vernachlässigt. 1966 zog das Nationalmuseum in ein neues Gebäude um, das vom Architekten Jean-Loup Pivin im traditionellen malischen Design eines Lehmbaues mit Ausstellungsräumen, Cafeteria und Bibliothek errichtet wurde.
Seit der Wahl des ehemaligen Archäologen Alpha Oumar Konaré zum Präsidenten der Republik Mali wurde das Museum 1996 mit deutlich höherer Finanzierung bedacht und wurde somit zu einem der bedeutendsten Museen in Westafrika. Seit 1994 ist das Museum auch der Ausstellungsort der Biennale „Rencontres africaines de la photographie“, einer Ausstellung mit Exponaten von zeitgenössischen afrikanischen Fotografen.
In den Jahren 2001 bis 2003, unter Führung des Museumsdirektors Samuel Sidibé, erfolgten größere Renovierungen und Erweiterungen. Es entstanden unter anderen eine temporäre Ausstellungshalle, ein Freigelände mit rekonstruierten Dörfern, technische und administrative Räumlichkeiten sowie eine komplette Umstrukturierung des Museums. 2006 wurde das Nationalmuseum in Anerkennung seiner Bemühungen um das kulturelle Erbe mit dem Prinz-Claus-Preis ausgezeichnet.
Im Juni 2006 wurde eine Vereinbarung über die Zusammenarbeit mit dem „Aga Khan Trust for Culture“ (AKTC) unterzeichnet. In dem Memorandum ist unter anderen vorgesehen, das Museum mit einem neuen Informationstechnologie-System auszustatten, das eine digitale Datenbank der Sammlungen des Museums und digitale Archivierung von Bildern und Tondokumenten ermöglicht. Die technischen Geräten, Software und Schulung werden durch den AKTC zur Verfügung gestellt.